# Linia kolejowa 150 Nové Zámky – Zvolen
Linia kolejowa nr 150 Nové Zámky – Zvolen – linia kolejowa na Słowacji o długości 129 km, łącząca Nowe Zamki z miejscowością Zwoleń. Jest to linia jednotorowa oraz zelektryfikowana napięciem zmiennym 25 kV 50 Hz.